# Once More 'Round the Sun
Once More 'Round the Sun è il sesto album in studio del gruppo heavy metal statunitense Mastodon, pubblicato nel 2014 dalla Reprise Records.

## Tracce
1. Tread Lightly – 5:14
2. The Motherload – 4:59
3. High Road – 4:15
4. Once More 'Round the Sun – 2:58
5. Chimes at Midnight – 5:32
6. Asleep in the Deep (feat. Valient Thorr & Ikey Owens) – 6:12
7. Feast Your Eyes – 3:23
8. Aunt Lisa (feat. The Coat Hangers) – 4:08
9. Ember City – 4:59
10. Halloween – 4:39
11. Diamond in the Witch House (feat. Scott Kelly) – 7:49

Durata totale: 54:08

## Formazione
- Troy Sanders - basso, voce
- Brent Hinds - chitarra, voce
- Brann Dailor - batteria, voce
- Bill Kelliher - chitarra
- Scott Kelly - voce in Diamond in the Witch House
- The Coathangers - cori in Aunt Lisa
- Gary Lindsey - cori in Aunt Lisa
- Valient Thorr - cori in Asleep in the Deep
- Isaiah Owens - sintetizzatore in Asleep in the Deep